# Neolucanus maculosus
Neolucanus maculosus es una especie de coleóptero de la familia Lucanidae.

## Distribución geográfica
Habita en Sumatra y Java en (Indonesia).